# Lophojoppa suffragenea
Lophojoppa suffragenea là một loài tò vò trong họ Ichneumonidae.